# Joseph de Gontaut-Biron
Pour les articles homonymes, voir Famille de Gontaut et Biron.
Joseph de Gontaut-Biron est un homme politique français né le 29 juin 1851 à Baron (Oise) et décédé le 15 mars 1924 à Pau (Pyrénées-Atlantiques)

## Biographie
Fils d’Élie de Gontaut-Biron, député et sénateur des Basses-Pyrénées, et d'Henriette de L'Espinay, il entre à Saint-Cyr en 1870, sert pendant la guerre de 1870, puis contre la Commune. De 1875 à 1879, il sert comme officier d'ordonnance du maréchal de Mac-Mahon. Il quitte l'armée en 1882, pour s'occuper de la gestion des domaines de la famille, à Navailles. 
En 1889, il devient conseiller général du canton de Thèze, et il succède, en 1890, à son père, à la mairie de Navailles-Angos, jusqu'en 1924. 
En 1900, il est élu député des Basses-Pyrénées et siège dans le groupe des républicains progressistes. Il est réélu en 1902. En mars 1906, il est élu sénateur des Basses-Pyrénées, étant remplacé comme député par son frère, Bernard de Gontaut-Biron. Il siège au sénat à l'Union républicaine. Battu au renouvellement sénatorial de 1909, Joseph de Gontaut-Biron retrouve son siège de député de 1910 à 1914, année au cours de laquelle il quitte la vie politique.
À la chambre, il intervient en faveur des chambres d'agriculture, des haras nationaux, de l'élevage des chevaux, vote pour les congrégations, contre la séparation des Églises et de l'État.
Il fut président de la Société d'encouragement des Basses-Pyrénées pour l'élevage du cheval et membre des comités des Steeple-Chases de France.
Il épouse en 1878 la princesse Emma de Polignac (Paris, 4 juin 1858 - Pau, 30 octobre 1936), fille de Jules Armand Jean Melchior de Polignac, 4e duc de Polignac, et d'Amélie Berton des Balbes de Crillon. Diplômée de la Croix-rouge, elle sert comme infirmière pendant la première guerre mondiale et reçoit, à ce titre, la Croix de guerre. Tous deux restent sans postérité. 